# Dan Andronic
Dan Andronic (n. 10 iunie 1970, București, România) este un jurnalist și consultant politic. În prezent este proprietarul și directorul general la cotidianul Evenimentul Zilei.

## Biografie
S-a născut la 10 iunie 1970 în București. A absolvit Liceul Teoretic „Ion Neculce” din București, promoția 1989, și Facultatea de Istorie din cadrul Universitatea București, promoția 1999. 
Dan Andronic a fost căsătorit de 2 ori, cu Anca Alexandrescu (fiica ziaristului Horia Alexandrescu), respectiv pe 15 ianuarie 2008, cu avocata Monica Comșea, la Monte Carlo. Ceremonia religioasă s-a ținut în Biserica "Sfinții Constantin și Elena", la Nisa. Petrecerea a avut loc la hotelul Vista Palace de pe Coasta de Azur. Nas a fost Dan Ioan Popescu cu soția, unul dintre liderii Partidului Conservator, si fost ministru al Economiei. Monica Comșea este mama a doi copii, dintr-o relație anterioară, cu omul de afaceri Gabriel Ioniță, fost prieten al lui Dan Andronic.
Dan Andronic a mai facut subiectul unor scandaluri sentimentale legate de relatia cu fosta sotie a lui Sorin Ovidiu Vântu, Angelica Vântu, in perioada in care Andronic lucra la un proiect media al omului de afaceri.

### Activitatea jurnalistică
Dan Andronic este un jurnalist și consultant politic. În anul 1992 debutează în presă ca reporter politic la Evenimentul Zilei, unde lucra și tatăl său, caricaturistul Adrian Andronic. Mai apoi a deținut funcții de conducere în diferite instituții media. In ianuarie 1997 a pleacat la Tele 7 abc, pe post de realizator de emisiuni si de director de programe. În anul 1998, pentru 3 ani, a fost numit director de programe și realizator de talk-show-uri la Prima TV și mai apoi director la Știri, între 1998 și 2000. În anul 2001 a fost numit în funcția de director la cotidianul Curentul ocupând mai târziu postul de director general la Realitatea TV în perioada 2003-2004. Mai târziu, a ocupat funcția de redactor-șef adjunct al publicației Evenimentul Zilei.

### Activitatea de consilier de imagine
Începând cu anul 2001, Dan Andronic s-a alăturat firmei lui Bogdan Teodorescu. 
Din anul 2002, a fost președinte executiv al companiei de comunicare politică și strategică, Multimedia Political Communication.
Din anul 2006, One Communication, compania condusă de Dan Andronic, a semnat un parteneriat cu agențiile de PR si lobby GCS Issue Management (Israel) și RSLB Partners (SUA) constituind o noua entitate: First One Communication. Aceasta va prelua portofoliul de clienti al firmei One Communication si va incerca sa il dezvolte pe piața românească cu ajutorul celor două firme străine . Alături de Dan Andronic în conducerea companiei se află Shimon Sheves, Tal Silberstein și Gil Birger.
În perioada 2004-2007 a deținut poziția de manager al campaniilor electorale și de imagine pentru doi dintre premierii României: Adrian Nastase (în 2004, alături de PSD) și Călin Popescu Tăriceanu (dupa 2005, alături de PNL).
Cu câteva ore înainte de începerea votării din noiembrie 2008, s-a scurs o informație în care Bogdan Olteanu și Dan Andronic, în rolurile lui Theodor Stolojan și Mircea Geoană, îl încadrează pe Călin Popescu Tăriceanu într-o repetiție pentru o dezbatere televizată. În film, Bogdan Olteanu, în rolul lui Stolojan, laudă realizările pedeliștilor și înfierează „baronii” liberali, iar Călin Popescu Tăriceanu îi adresează lui Dan Andronic, în rolul lui Geoană: „Mr. Geoană, I fuck you”.
În campania prezidențială din 2009, Andronic a fost consilierul președintelui Traian Băsescu.
În 2010, Dan Andronic era consilierul politic al PDL.
Din 2011, Dan Andronic a devenit acționarul majoritar al grupului de media Evenimentul Zilei și Capital și autor de articole și editoriale.

### Activitate editorială
Autor al unei analize politice saptămânale în cotidienele Curentul și Cotidianul între 2001 și 2004. 
Co-autor al „2001- Anul de miere al puterii”, un volum al grupului de analiști de la Political Multimedia Communication în care este radiografiată scena politică românească.
Co-autor al „2002- Anul Armaghedon” în cel de al doilea volum publicat de analiștii agenției Political Multimedia Communication sunt prezentate în afara problemelor curente de guvernare, doua teme majore au ocupat agenda politica interna: anticipatele si corupția.
Autorul a peste 500 de editoriale și anchete publicate din 2011 până în prezent în Evenimentul Zilei.
Serialul său „Operațiunea «Noi suntem Statul»”  a dezvăluit legăturile dintre serviciile de informații și judecători, procurori, protocoalele secrete dintre DNA și alte instituții ale statului.. Dezvăluirile sale au dus la constituirea unei comisii parlamentare de anchetă a alegerilor prezidențiale din 2009.
Jurnalistul George Harabagiu a dezvăluit la postul de televiziune Realitatea PLUS că Dan Andronic a fost „executat” că „nu a vrut să predea ziarul Evenimentul Zilei, așa cum îi solicitase Florian Coldea. Care i-a spus în 2014 ce pedepse vor primi Sorin Roșca Stănescu și Dan Voiculescu”
Într-un editorial publicat în Evenimentul Zilei, Dan Andronic recunoștea că în cadrul întâlnirilor pe care le-a avut în perioada 2009-2014 cu generalul (r.) SRI Florian Coldea, directorul adjunct al Serviciului Român de Informații, numit în această funcție de Traian Băsescu în anul 2007, i-a spus ce pedeapsă va primi jurnalistul Sorin Roșca Stănescu (achitat și el în primă instanță), dar mai ales la câți ani va fi condamnat Dan Voiculescu "cu precizie de ceas elvețian, cu mult timp înainte ca aceste condamnări să fie pronunțate de instanță."
Totodată, Dan Andronic a publicat dovezile privind copierea unor documente din Arhiva SIPA, serviciul de informații al Ministerului Justiției care se ocupa de supravegherea magistraților . În urma articolelor sale, Parchetul General a deschis o anchetă.

### Afilieri
Dan Andronic este membru al Asociației Europene de Consultanți Politici.
Acesta este membru fondator al Asociației Specialiștilor în Comunicare Politică(ASCP), asociație ce dorește să creeze un for care să reunească toate persoanele implicate în procesul comunicării politice. ASCP își propune, ca parte importantă a societății civile, să inițieze o serie de dezbateri și măsuri care să asigure o reprezentare cât mai exactă și corectă a intereselor cetățenilor și reprezentarea lor în spațiul civic și social. De asemenea, este membru al Asociației Române a Profesioniștilor în Relații Publice (ARRP).
De asemenea, Dan Andronic gestionează și imaginea gimnastei Nadia Comăneci.
Colonel în rezervă Cornel Nemetzi descrie în cartea sa publicată în 2013, cu lux de amănunte, un episod mai puțin cunoscut despre două personaje extrem de mediatizate în țara noastră. Cartea denumită “Ultimul Curier Ilegal. Memoriile unui spion român”dezvăluie perioada petrecută de către acesta în cadrul SIE, printre care și câteva evenimente în care au fost implicați personaje din mass media românească.
...“Chiar înainte cu câțiva ani de campanie electorală, Piticu l-a folosit pe nepotul soției sale, ajuns redactor -șef la un cotidian central, în publicarea de articole defăimătoare la adresa politicienilor de centru-dreapta sau pentru sustragerea din redacție de a unor materiale, scrisori etc prin care se denunțau diferite acțiuni ale fostei securității sau ale SIE”,menționează Cornel Nemetzi. Trebuie precizat că “Piticu” evocat în carte de către autor este fostul adjunct a lui Ioan Talpeș de la acea vreme – generalul Cornel Biriș. “După plecarea din SIE a lui Marcu Victor, generalul Vasile Angelescu și-a ales un nou locțiitor în persoana colonelului Biriș Cornel, conspirativ Neacșu Mihai, fost Brezeanu și poreclit “Gruber” înainte de fugă lui Pacepa. Pe acesta l-am cunoscut în anul 1965, când am intrat în școala de ofițeri de miliție din București și l-am reîntâlnit în octombrie 1980, când a fost promovat în unitatea specială 0101. Cornel Nemetzi mai precizează că în “anul 1987, fratele mai mare al lui Cornel Biriș, Radu, care lucra la Direcția de Pașapoarte a fost dat afară datorită comiterii unor fapte de natură penală, care totuși nu au putut fi probate prin flagrant. Cei doi frați fuseseră colegi de an la școală de ofițeri de miliție. Orice ofițer aflat în locul lui Biriș, alias Piticu (înălțimea sa nu atingea 1,60 m) ar fi fost mutat de la unitățile speciale, cu atât mai mult cu cât se descoperise că și soția să avea o rudă apropiată stabilită în străinătate. Era protejat de către organele de contrainformații, fiind rezidentul acestora în unitățile speciale”
...„Datele pe care le prezint sunt evenimente și întâmplări trăite de către mine în proporție de peste 90%, iar restul, fapte și acțiuni relatate de foști colegi și cunoscuți. Lucrarea ar putea fi considerată ca un adevărat manual de spionaj clasic, întrucât ea prezintă destul de detaliat “ABC-ul” muncii de spionaj, adică modul de recrutare, pregătire, verificare și testarea agenților, căile de trimitere în misiune externă, mijloace de legătură cu rețeaua informativă, explicarea unor noțiuni specifice muncii specifice”, a subliniat Cornel Nemetzi.
Dan Andronic este nepotul după mamă al generalul de brigadă(r) SIE Cornel Biriș (adjunct al șefului SIE, Ioan Talpeș), cu activitate în serviciu între 1971 și până în 2002.

## Controverse
La data de 24 mai 2017, Direcția Națională Anticorupție a dispus trimiterea în judecată a lui Dan Andronic sub acuzațiile de mărturie mincinoasă și favorizarea făptuitorului. El este suspectat că ar fi făcut declarații neconforme cu realitatea pentru a proteja terțe persoane aflate sub urmărire penală.
La data de 17 decembrie 2020, Dan Andronic a fost condamnat la 3 ani cu suspendare, în dosarul retrocedării ilegale a Fermei regale de la Băneasa. Decizia este definitivă și a fost pronunțată de instanța supremă, care a majorat pedepsele din prima instanță.
Pe 11 iulie 2023 Dan Andronic a fost achitat definitiv de Înalta Curte de Casație și Justiție pentru mărturie mincinoasă în dosarul finațării campaniei electorale  în care au fost implicați și Elena Udrea și Ioana Băsescu.
Pe 4 iunie 2024 Înalta Curte de Casație și Justiție a constatat definitiv prescripția răspunderii penale față de Dan Andronic pentru mărturie mincinoasă într-un alt dosar.